# Lioré et Olivier LeO H-180
Dimensions
Le Lioré et Olivier H-180 est un hydravion à coque commercial monoplan réalisé en France durant l'Entre-deux-guerres par le constructeur aéronautique Lioré et Olivier.